# Aghdam (Tovuz)
Aghdam est un village de la région de Tovuz en Azerbaïdjan.

## Histoire
Le nom ancien du village est Aghdam Odjagli.
C'est le village où les combats de Tovuz ont commencé le 12 juillet 2020.

## Géographie
Le village d'Aghdam de la région de Tovuz est situé dans la circonscription administrative du village d'Aghdam.

## Économie
La principale occupation de la population du village est l'élevage et l'agriculture.

## Population
Selon les statistiques de 2009, la population du village est de 1236 personnes.

## Culture
Il y a un mausolée d'Ali Dédé, un ancien cimetière, un centre médical et un bureau de poste dans le village.

## Éducation
Il y a une école maternelle, une école secondaire et une bibliothèque dans le village d'Aghdam.